# アメリカによるイラクとシリアに対する報復攻撃
アメリカによるイラクとシリアに対する報復攻撃（アメリカによるイラクとシリアにたいするほうふくこうげき）は2024年2月2日（現地時間）にアメリカ中央軍がイラクとシリアにおいて、イラン革命防衛隊の精鋭部隊である『ゴドス軍』に加え、親イラン武装勢力に対する報復攻撃を行ったものである。
この報復での対象は、親イラン勢力の民兵組織に加え、それを支援しているイラン革命防衛隊のいずれも関連施設で、アメリカ軍によれば、アメリカから発射した長距離の爆撃機を含む多数の戦闘機によって、85か所以上を攻撃したという。また、空爆に125発以上の精密弾を使用している。攻撃した対象物として、「指揮統制拠点、情報活動の施設、ロケットやミサイル、無人機（ドローン）の保管庫」が含まれているという。